# البسيط (خيران المحرق)

تعديل مصدري - تعديل

البسيط هي إحدى قرى عزلة مسروح بمديرية خيران المحرق التابعة لمحافظة حجة، بلغ تعداد سكانها 577 نسمة حسب تعداد اليمن لعام 2004.